# شبیه‌سازی نظامی

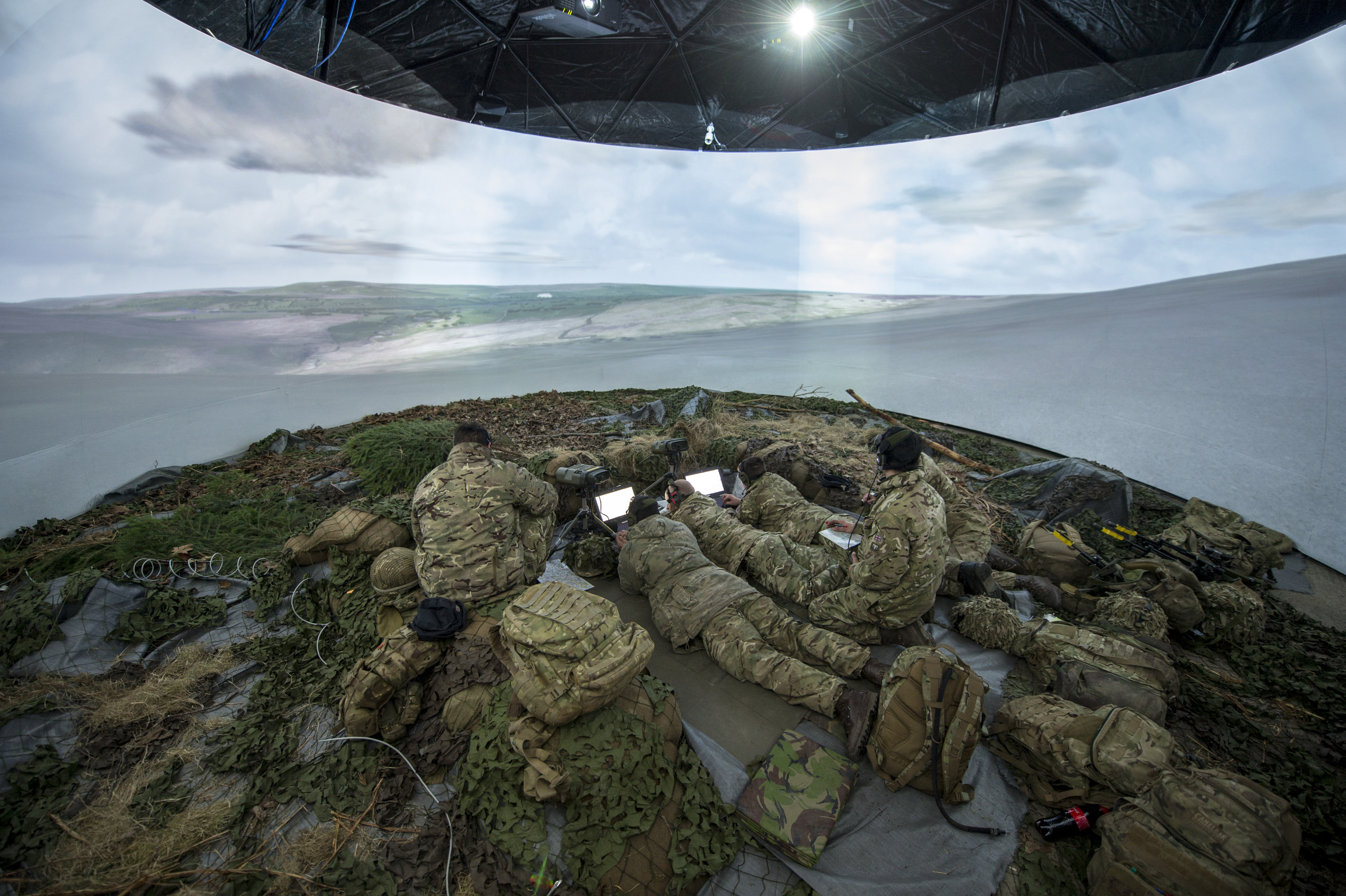
سربازان توپخانه سلطنتی بریتانیا در طول رزمایش شمشیر فولادی، ۲۰۱۵، در یک «دنیای مجازی» آموزش می‌بینند.

شبیه‌سازی نظامی (انگلیسی: Military simulation) که به طور غیررسمی با عنوان بازی جنگ نیز شناخته می‌شوند، شبیه‌سازی‌هایی هستند که در آن‌ها می‌توان نظریه‌های جنگ را بدون نیاز به خصومت‌های واقعی آزمایش و اصلاح کرد. شبیه‌سازی‌های نظامی به عنوان راهی مفید برای توسعه راه‌حل‌های تاکتیکی، دکترین نظامی و استراتژیکی دیده می‌شوند، اما منتقدان استدلال می‌کنند که نتیجه‌گیری‌های حاصل از چنین مدل‌هایی، به دلیل ماهیت تقریبی مدل‌های مورد استفاده، ذاتاً ناقص هستند.
شبیه‌سازی‌های نظامی در اشکال مختلف و با درجات مختلفی از واقع‌گرایی وجود دارند. در دوران اخیر، دامنه این شبیه‌سازی‌ها گسترش یافته است و نه تنها عوامل نظامی، بلکه عوامل سیاسی و اجتماعی را نیز شامل می‌شود که به طور جدایی‌ناپذیری در یک مدل جنگ واقع‌گرایانه در هم تنیده شده‌اند. در حالی که بسیاری از دولت‌ها از شبیه‌سازی، چه به صورت فردی و چه به صورت مشارکتی، استفاده می‌کنند، اطلاعات کمی در مورد آن در خارج از محافل حرفه‌ای وجود دارد. با این حال، مدل‌سازی اغلب وسیله‌ای است که دولت‌ها از طریق آن سیاست‌های نظامی و سیاسی خود را آزمایش و اصلاح می‌کنند.